# Artémis Afonso
Pour les articles homonymes, voir Afonso.
Artémis Leonor Barbosa Afonso, née le 6 janvier 1993, est une joueuse angolaise de basket-ball.

## Biographie
Elle termine troisième du Championnat d'Afrique de basket-ball féminin des 16 ans et moins en 2009.
Elle participe avec l'équipe nationale au Championnat du monde de basket-ball féminin 2014 en Turquie puis aux championnats d'Afrique 2015, 2017 et 2023. Depuis 2017, elle joue au Sport Alges Dafundo.